# 256e régiment d'artillerie (France)
Le 256e régiment d'artillerie est un régiment français qui a été créé le 1er avril 1917. Il combat lors de la Première et de la Seconde Guerre mondiale.

## Création et différentes dénominations
- 1er avril 1917 : formation du 256e régiment d'artillerie de campagne
- janvier 1919 : dissolution
- septembre 1939 : formation du 256e régiment d'artillerie lourde divisionnaire
- juillet 1940 : dissolution

## Chef de corps
- avril-septembre 1917 : chef d'escadron Huber[1]
- septembre 1917 - janvier 1919 : lieutenant-colonel Labruyère[2]

(de juin 1916 à décembre 1918, l'AD/47 est commandée par le colonel Roger)
- 1939 - 1940 ! ?

## Historique des opérations et garnisons du régiment

### Première Guerre mondiale
Le 1er avril 1917, ce régiment d'artillerie de campagne est créé à partir de 3 groupes (chaque groupe compte 3 batteries de 4 canons de 75 mm) :
- 1er groupe du 56e régiment d'artillerie de campagne. (21e, 22e & 23e batteries du 56e RAC)[5]
- 2e groupe dit du 21e avec une batterie du 15e, une du 21e et une du 49e RAC (respectivement 24e, 25e & 26e batteries)[5]
- 3e groupe du 9e régiment d'artillerie de campagne. (27e, 28e & 29e batteries)[5].

Depuis mai 1916, ces trois groupes formaient l'artillerie divisionnaire de la 47e division d'infanterie, dont l'infanterie est constituée essentiellement de bataillons de chasseurs alpins.

#### 1917
Début avril 1917 constitue l'artillerie divisionnaire de la 47e DI (AD/47) qui revient d'Alsace en vue de l'offensive Nivelle, ou Bataille du Chemin des Dames. Il participe aux combats dans l'Aisne jusqu'en juillet 1917.
Fin juillet 1917 : instruction des Américains au camp de Gondrecourt le château.
Mi septembre 1917 il se trouve en Champagne, dans le secteur de Tahure, ravin de la Goutte.
Fin octobre 1917, ce régiment embarque avec la 47e DI pour le front italien, franchit les Alpes au Col de Montgenèvre pour renforcer l'armée italienne sévèrement étrillée sur la Piave à Caporetto le 24 octobre et début novembre 1917 par les Austro-Allemands.
Il participe à la reconquête du mont Tomba (it) en décembre 1917 et janvier 1918.

#### 1918
Au repos en février, il rejoint le plateau d'Asiago fin mars.
En France, le 21 mars 1918 les offensives allemandes du Printemps commencent en Picardie.
Le 10 avril 1918, le régiment embarque à Padoue, retourne en France. La division est gardée en réserve puis envoyée dans le Pas-de-Calais pendant la bataille de la Lys conjointe aux offensives allemandes en Picardie, sans être engagée.
Le régiment est engagé début juin dans la bataille de l'Aisne.
18 juillet 1918 : offensive de l'Ourcq dans le cadre de la 2e bataille de la Marne.
Le 8 août 1918, il est engagé en soutien de la 37e DI offensive dans la Somme vers Moreuil puis rejoint Roye.
Le 25 septembre 1918, il soutient l'offensive de la 126e DI à Fresnoy-le-Petit (Gricourt) puis rejoint la 47e DI après la percée de la ligne Hindenburg.
11 Novembre, fin des hostilités et de la "poursuite" dans l'Aisne entre Guise et La Capelle.
Le 20 janvier 1919, le 256e RAC est dissout.

## Seconde Guerre mondiale
Régiment d'active créé par dédoublement du 56e régiment d'artillerie de montagne, il fait partie de la 31e division d'infanterie alpine sous le nom de 256e régiment d'artillerie lourde divisionnaire (RALD) ou 256e régiment d'artillerie lourde de montagne (RALM). Il est caserné initialement à Montpellier. Il est formé de deux groupes, l'un de canons 105 C modèle 1934 et l'autre de 155C modèle 1917. 
Le régiment est notamment engagé pendant la bataille d'Abbeville[réf. souhaitée] et est dissous en avril 1940.

## Tradition

### Décorations
Le régiment est décoré de la Croix de guerre 1914-1918 avec deux palmes (deux citations à l'ordre de l'armée). Il porte en conséquence la fourragère aux couleurs de la croix de guerre.

### Insigne

Le blason de la ville de Montpellier dont s'inspire l'insigne du, qui reprend le tourteau rouge et les lettres A et M.

L'insigne du régiment, fabriqué en 1939, est une rondache rouge chargé des lettres A et M (reprises des armoiries de Montpellier) et d'une croix occitane. L'insigne porte également un piolet, emblème des troupes de montagne, et un fer à cheval, symbole de la traction hippomobile.